# Rohr in Niederbayern
Rohr in Niederbayern, Rohr i.NB – gmina targowa w Niemczech, w kraju związkowym Bawaria, w rejencji Dolna Bawaria, w regionie Ratyzbona, w powiecie Kelheim. Leży około 18 km na południowy wschód od Kelheim.

## Dzielnice
W skład gminy wchodzą następujące dzielnice: Bachl, Helchenbach, Laaberberg, Obereulenbach, Rohr in Niederbayern, Sallingberg, Högetsing, Ursbach i Laaber.

## Demografia
| Rok  | Liczba mieszk. |
| ---- | -------------- |
| 1970 | 3 010          |
| 1987 | 2 956          |
| 2000 | 3 314          |

## Współpraca
Miejscowość partnerska:
- Castelcucco, Włochy

## Oświata
(na 1999)

W gminie znajduje się przedszkole (75 miejsc i 95 dzieci), szkoła podstawowa (20 nauczycieli, 335 uczniów) i gimnazjum (50 nauczycieli, 730 uczniów).

## Zabytki
Klasztor benedyktynów, przebudowany w stylu barokowym. Ołtarz główny kościoła klasztornego stworzył Egid Quirin Asam, jeden z największych przedstawicieli późnego baroku niemieckiego.

## Zobacz też

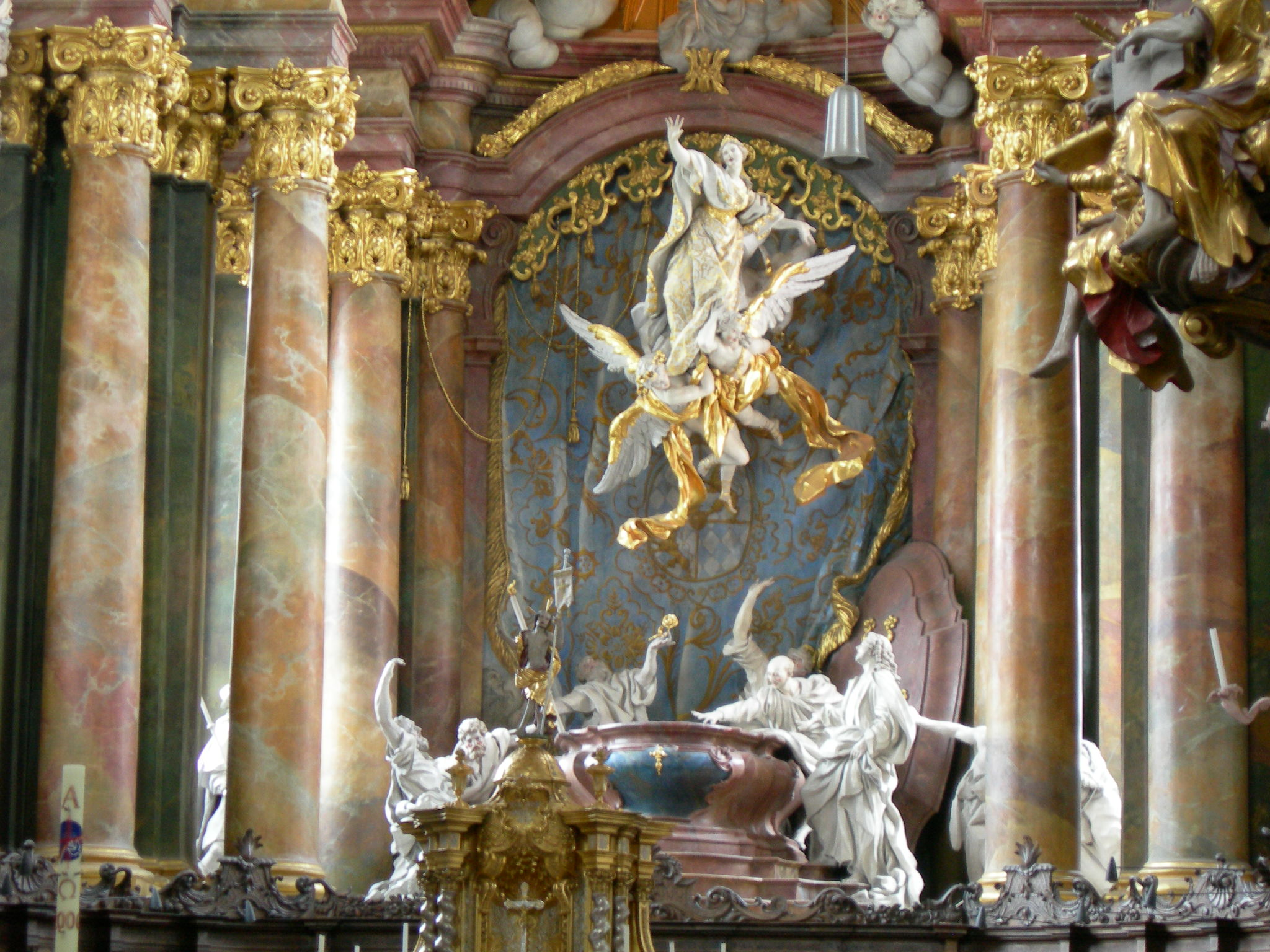
Kościół klasztorny, ołtarz główny